# 乙酰乙酸
乙酰乙酸是最简单的β-酮酸，化学式為C4H6O3，室温下为无色结晶。它有弱酸性，可以与水和醇混溶。与其他β-酮酸一样，乙酰乙酸不稳定，加热到100 °C时便迅速分解为丙酮和二氧化碳。乙酰乙酸酯比乙酰乙酸稳定得多，因此用途也比较广。
CH3C(O)CH2CO2H  →  CH3C(O)CH3  +  CO2
乙酰乙酸由乙酰乙酸乙酯水解得到。一般都是在0 °C时制备，而且现配先用。
乙酰乙酸在碱溶液中更加稳定。37 °C时，酸性溶液中的乙酰乙酸半衰期为140分钟，在碱性溶液中则为130小时。
乙酰乙酸是脂肪酸β氧化时，乙酰辅酶A的缩合产物，是酮体的三个组成之一。
脂肪酸代谢过度之后，糖尿病、饥饿、急性乙醇中毒等均会使乙酰乙酸的含量增高。可用于鉴别和监护糖尿病酮症酸中毒病人的诊断和治疗。